# オーガスタ・オブ・ウェールズ
オーガスタ・オブ・ウェールズ（Augusta of Wales, 1737年7月31日 - 1813年3月23日）は、ブラウンシュヴァイク＝ヴォルフェンビュッテル公カール・ヴィルヘルム・フェルディナントの妃。
ドイツ語名はアウグスタ・フォン・ハノーファー（Augusta von Hannover）。

## 生涯
イギリス王太子フレデリック・ルイスと妃オーガスタ・オブ・サクス＝ゴータの長女として、ロンドンのセント・ジェームズ宮殿で誕生した。全名はオーガスタ・フレデリカ（Augusta Frederica）。1764年にカール・ヴィルヘルムと結婚した。カール・ヴィルヘルムとは又従兄妹同士である。

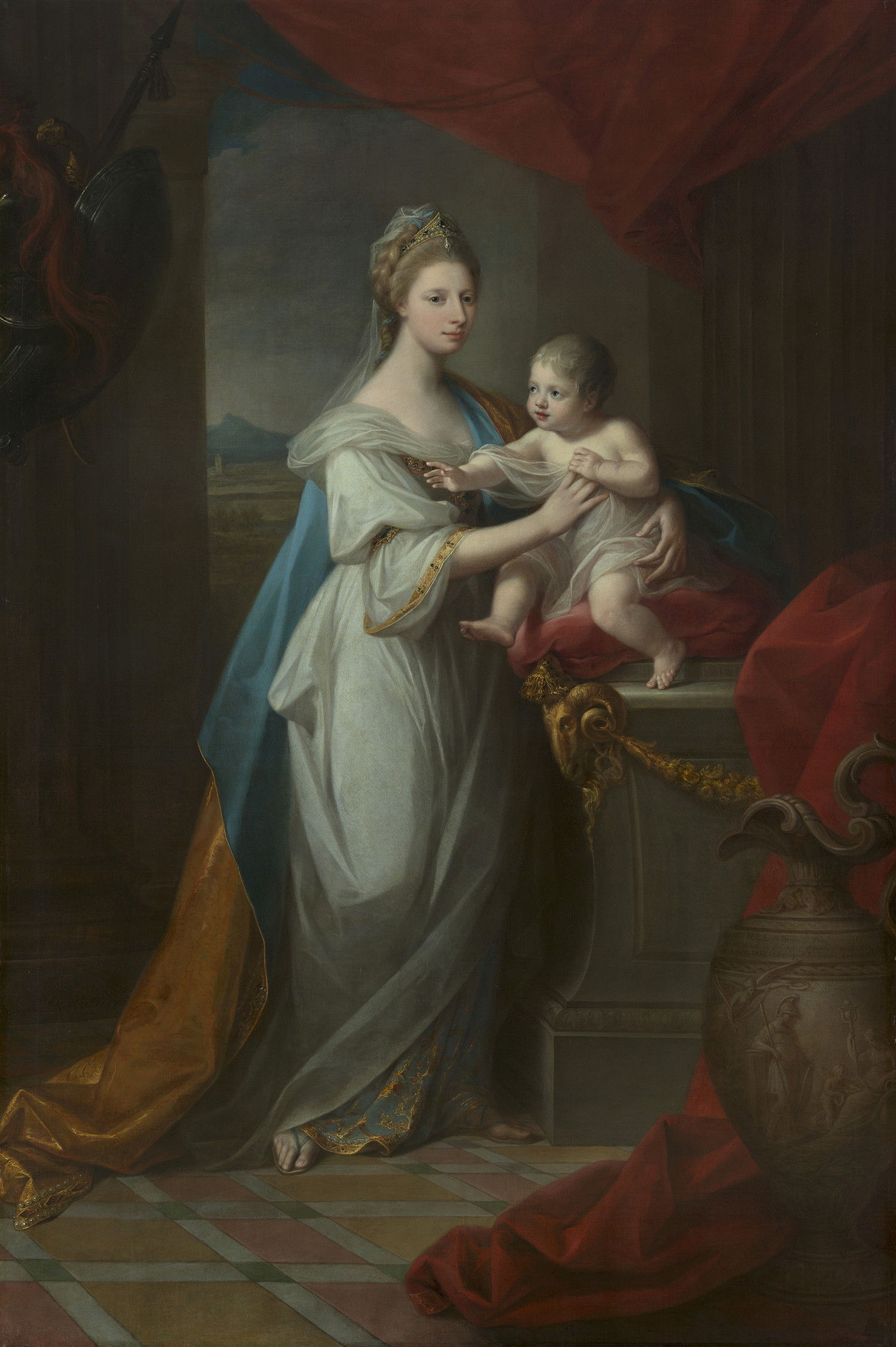
オーガスタと長男カール・ゲオルク（アンゲリカ・カウフマン画、1767年）

1806年、プロイセンがフランスに対して宣戦布告すると、71歳のカール・ヴィルヘルムはプロイセン軍の指揮官を依頼され、就任した。同年10月14日のイエナの戦いで、ナポレオン軍はプロイセン軍を打ち負かした。同日、アウエルシュタットの戦いでカール・ヴィルヘルムは重傷を負い、数日後に死亡した。オーガスタは息子達のうち2人と、未亡人となった義理の姉妹らと共に廃墟と化したアルトナ宮殿に逃げ、その後ユトランド半島東部の小さな町アウグステンボーへ避難した。
オーガスタは、姪のデンマーク王女ルイーセ・アウグスタ（妹キャロライン・マティルダの娘）とアウグステンボーで暮らし、1807年に弟ジョージ3世に帰国を許可されてロンドンへ移り住んだ。グリニッジのモンタギュー・ハウスで、娘のキャロライン王太子妃と同居を始めたが、間もなく彼女と諍いを起こした。結局、オーガスタはモンタギュー・ハウスの隣に家を購入し、「ブランズウィック・ハウス」と名付けて移り住んだ。

## 子女
- アウグステ・カロリーネ・フリーデリケ・ルイーゼ（1764年 - 1788年） - ヴュルテンベルク公フリードリヒ3世の最初の妃
- カール・ゲオルク・アウグスト（1766年 - 1806年） - オラニエ公ウィレム5世の娘ルイーゼと結婚
- カロリーネ・アマーリエ（1768年 - 1821年） - イギリス王ジョージ4世妃
- ゲオルク・ヴィルヘルム・クリスティアン（1769年 - 1811年） - 継承権無効を宣言
- アウグスト（1770年 - 1822年） - 継承権無効を宣言
- フリードリヒ・ヴィルヘルム（1771年 - 1815年） - ブラウンシュヴァイク＝ヴォルフェンビュッテル公、後にエールス公、ブラウンシュヴァイク公。バーデン大公女マリー（カール・ルートヴィヒ大公世子の娘）と結婚。
- アメーリエ・カロリーネ・ドロテア・ルイーゼ（1772年 - 1773年）